# Grete Püvi
Grete Püvi ou Ayache née le 12 mars 1982 à Tallinn en Estonie, est une cavalière de dressage estonienne,.

## Biographie
Grete Püvi a commencé l'équitation à l'âge de 12 ans. Elle a fait ses débuts internationaux en 2005 lors du CDI à Warka, en Pologne. Représentant l'Estonie, Grete Püvi  a concouru aux Jeux équestres mondiaux de 2014 et au Championnat d'Europe de dressage en 2011. Elle s'est classée 61e en dressage individuel aux Championnat d'Europe de 2011 organisés à Rotterdam. Elle a retiré son cheval de Grand Prix, Talent, de la compétition en 2016. Le cheval avait déjà été monté par Bernard Bosseaux. En 2017, elle a remporté la 3e place à la compétition de style libre de la Coupe du monde FEI de dressage de la Ligue d'Europe centrale.

## Vie privée
Elle est mariée avec Alexandre Ayache et ils ont deux enfants.  Elle vit à Nice, en France. Sa sœur Pirjo Püvi est chanteuse d'opéra et son oncle est Leo Näppinen, un scientifique estonien. Grete parle couramment l'estonien, le français, l'anglais, l'allemand, le finnois et le russe.